# Campylocheta tarsalis
Campylocheta tarsalis är en tvåvingeart som beskrevs av Townsend 1915. Campylocheta tarsalis ingår i släktet Campylocheta och familjen parasitflugor.
Artens utbredningsområde är Peru. Inga underarter finns listade i Catalogue of Life.